# Ремпель, Андрей Андреевич
Андрей Андреевич Ремпель (род. 1958) — специалист в области физико-химии керамических материалов, академик РАН, профессор, доктор физико-математических наук, заведующий Лабораторией высокоэнтропийных сплавов, директор Института металлургии УрО РАН, член правления Российского химического общества имени Д. И. Менделеева, профессор Уральского федерального университета.

## Научная деятельность

### Область научных интересов
- Дефекты в твердом теле, нанокристаллические материалы, нестехиометрия и упорядочение в твердом теле
- Физическая химия нестехиометрических карбидов, нитридов и оксидов переходных металлов, сульфидов тяжелых металлов
- Эффекты упорядочения в сильно нестехиометрических соединениях
- Теория структурных фазовых превращений в твердом теле
- Структурная термодинамика нестехиометрических соединений
- Электронно-позитронная аннигиляция
- Физическое материаловедение
- Сульфидные нанокристаллические порошки и плёнки, коллоидные растворы сульфидных наночастиц для полупроводниковой техники, биологии и медицины

### Публикации
Автор и соавтор более 400 научных публикаций, среди которых 9 монографий:
- «Термодинамика структурных вакансий в нестехиометрических фазах внедрения», Свердловск: Уральский научный центр АН СССР, 1987;
- «Структурные фазовые переходы в нестехиометрических соединениях», Москва: Наука, 1988;
- «Эффекты упорядочения в нестехиометрических соединениях внедрения», Екатеринбург: Наука, 1992;
- «Нанокристаллические материалы», Москва: Физматлит, 2000 (2-е и 3-е издания в 2001 и 2007 гг.);
- «Нестехиометрия, беспорядок и порядок в твердом теле», Екатеринбург: УрО РАН, 2001;
- «Disorder and Order in Strongly Nonstoichiometric Compounds: Transition Metal Carbides, Nitrides and Oxides», Berlin — Heidelberg — New York — London: Springer, 2001;
- «Химическое сопротивление материалов и защита от коррозии», Екатеринбург: УГТУ-УПИ, 2004;
- «Nanocrystalline Materials», Cambridge: Cambridge International Science Publishing, 2004;
- «Физическая химия водных растворов. Теоретические основы и синтез перспективных полупроводниковых оптических материалов», Екатеринбург, УГТУ-УПИ, 2006;
- «Физика твердого тела», УГТУ-УПИ, 2007.
- «Nanostructured Lead, Cadmium and Silver Sulfides: Structure, Nonstoichiometry and Properties». Springer International Publishing AG: Cham-Heidelberg-New York-Dordrecht- London, 2017. 331 pp.
- «Нестехиометрия в твердом теле». Физматлит: Москва, 2018. 640 с.
- «Полупроводниковыt наноструктуры сульфидов свинца, кадмия и серебра», Физматлит: Москва, 2018. 432 с.

А. А. Ремпель является автором фундаментальных обзоров по эффектам нестехиометрии и упорядочения, по нанокристаллическим материалам в отечественных журналах «Успехи физических наук» и «Успехи химии», 7 зарубежных обзоров, 180 статей в центральной отечественной и 70 статей в зарубежной печати.